# The Gardens' Bulletin Singapore
The Gardens' Bulletin Singapore o Gardens' Bulletin Singapore, (abreujat Gard. Bull. Singapore), és una revista il·lustrada amb descripcions botàniques que és editada pel Jardí Botànic de Singapur. Va començar la seva edició a l'any 1947. Va ser precedida per Gardens' Bulletin, Straits Settlements.
Gardens' Bulletin Singapore publíca articles originals i revisions sobre l'estructura de las plantes i la taxonomia, evolució i biogeografia, florística, ecologia i conservació, així com camps relacionats, com l'horticultura i l'etnobotànica, amb èmfasi en la vida de les plantes del sud-est d'Àsia i el Pacífic.